# سعید کمالی دهقان
سعید کمالی دهقان (زاده ۱ مه ۱۹۸۵ در کرج، ایران) روزنامه‌نگار ایرانی نشریهٔ انگلیسی گاردین است که پیش از این به مدت ده سال به عنوان «خبرنگار حوزه ایران» با این نشریه همکاری می‌کرد. کمالی دهقان که در ایران با نشریات شرق، اعتماد، شهروند امروز، اطلاعات فرانسه به صورت کارمزدی همکاری داشته‌است و خبرنگار خبرگزاری فارس بوده‌است پس از ساخت مستند «برای ندا» از ایران خارج شد. او در سال ۲۰۱۰ به عنوان بهترین روزنامه‌نگار سال بریتانیا در انجمن مطبوعات خارجی بخاطر «پوشش اعتراضات ایران» معرفی شد. کمالی دهقان یک دگرباش آشکار است.

## ادعا دربارهٔ علت مرگ خاشقجی
کمالی دهقان در ۸ نوامبر ۲۰۱۸ و پس از انتشار دادن دو مطلب افشاگرانه در روزنامه گاردین در توئیتی ادعا کرد که جمال خاشقچی به دلیل تماس با او و افشای وابستگی مالی تلویزیون ایران اینترنشنال به محمد بن سلمان و سعود القحطانی کشته شده‌است. او با گذشت چند ساعت توئیت خود را حذف کرد.
او ۶ اکتبر توئیت کرده بود که حضورش در برنامه مرور مطبوعات تلویزیون ایران اینترنشنال اشتباه بوده‌است. او ۳۱ اکتبر توئیت کرد که بابت ۱۸ مرتبه حضور در این تلویزیون، جمعاً مبلغ ۱۵۹۰ پوند دریافت کرده که به احترام جمال خاشقچی، مبلغ ۲۰۰۰ پوند به صندوق یونیسف در یمن واریز کرده‌است.
پس از ابراز این ادعاها توسط دهقان شبکه ایران اینترنشنال این ادعا را تکذیب کرده و از سعید کمالی دهقان برای حضور در شبکه برای ادای توضیحات بیشتر پیرامون این ادعایش دعوت به عمل آورد. علاوه بر آن محمدجواد ظریف وزیر امور خارجه ایران این ادعای کمالی دهقان را نامحتمل دانست و آن را رد کرد. صابر گل عنبری، تحلیل‌گر مسائل سیاسی خاورمیانه، نیز در درستی ادعای دهقان ابراز تردید کرد. به باور او عقبه مالی یک شبکه چیزی نیست که برای اهالی رسانه پوشیده بماند و اگر ادعای دهقان درست هم باشد این موضوع نمی‌توانسته دلیل ترور جمال خاشقجی بوده باشد.

پس از انتشار این توییت گاردین او را از نوشتن دربارهٔ ایران منع کرد. کمالی دهقان در کانال تلگرام خود در ۳ اسفند ۱۳۹۸ از بستری شدن خود در بیمارستان نایتینگل خبر داد و نوشت:
«در بیمارستان روانی نایتینگل بستری هستم. در دو سال گذشته که دوستان به ظاهر نزدیکم ترکم کردند و در شرایطی که بیشترین احتیاج رو بهشان داشتم بهم پشت کردند دو تا دوست خوب جدید پیدا کردم: قرآن و حافظ.»

## زندگی شخصی
کمالی دهقان آشکارا همجنسگرا است.

## آثار

### مستند
کمالی دهقان در سال ۱۳۸۸ فیلم مستند «برای ندا» را دربارهٔ ندا آقاسلطان برای اچ‌بی‌او ساخت. او در ۳ مارس ۲۰۲۰ گفت که از ساخت آن مستند پشیمان است.

### کتاب‌ها
نخستین کتاب وی زمستان ۱۳۹۵ تحت عنوان «دوازده به‌علاوهٔ یک» توسط نشر افق منتشر شد. این کتاب مجموعه گفتگوهای سعید کمالی دهقان با دوازده نویسنده و یک کارگردان است: ماریو بارگاس یوسا، پل استر، ای.ال. دکتروف، اریک امانوئل اشمیت، آملی نوتومب، ویسواوا شیمبورسکا، جان بارت، آلن دو باتن، تی.سی. بویل، ایزابل آلنده، اری دلوکا، دیوید لینچ و اسماعیل فصیح. این کتاب مجموعه گفتگوهایی‌است که او آن‌ها را در نخستین سال‌های بعد از بیست‌سالگی انجام داده‌است. تعدادی از این گفتگوها حضوری انجام شده (مثل مصاحبه با دکتروف در نیویورک، اشمیت در پاریس) و چندتایی تلفنی.

## جوایز
او در سال ۲۰۱۰ به عنوان بهترین روزنامه‌نگار سال بریتانیا در انجمن مطبوعات خارجی بخاطر «پوشش اعتراضات ایران» معرفی شد.